# Czesław Klarner
Czesław Romuald Klarner ps. Orłowski, Orzeł (ur. 7 lutego 1872 w Płońsku, zm. 23 czerwca 1957 w Warszawie) – polski inżynier technolog, działacz gospodarczy, działacz państwowy II Rzeczypospolitej, dyrektor Departamentu Skarbu Delegatury Rządu na Kraj.

## Życiorys
Ukończył IV Gimnazjum w Warszawie (1891) i studia inżynierskie na Petersburskim Instytucie Technologicznym (1896). W 1897 r. podjął pracę w zajmującej się robotami instalacyjnymi spółce Drzewiecki i Jeziorański. Jako jej przedstawiciel wyjechał do Rosji badać możliwości ekspansji na Dalekim Wschodzie. W latach 1903–1905 stał na czele prowadzonych przez firmę robót budowlanych i instalacyjnych w Port Artur. Po powrocie został udziałowcem spółki, wchodząc równocześnie do jej zarządu. Wraz z wspólnikami w 1911 r. utworzył Przedsiębiorstwo Urządzeń Ogniotrwałych dla Płynów Łatwopalnych Systemu Martini i Huenecke. W 1915 r. wyjechał do Moskwy, gdzie kierował interesami firmy na rynku rosyjskim. W tym samym roku założył w Moskwie Stowarzyszenie Techników Polskich. Po rewolucji bolszewickiej, w wyniku której firma Klarnera zanotowała olbrzymie straty, powrócił do kraju, gdzie podjął się odbudowy przedsiębiorstwa, przekierowując jego działania na ziemie polskie.

### II Rzeczpospolita
Po odzyskaniu niepodległości, w 1919 r. został kierownikiem Sekcji Odbudowy Przemysłu w Ministerstwie Przemysłu i Handlu. Odpowiadał za odbudowę i uruchamianie zakładów przemysłowych. Później podlegały mu w resorcie trzy sekcje, co stawiało go na pozycji równej wiceministrowi. W 1920 r. Klamer objął stanowisko dyrektora Banku Handlowego w Warszawie, które pełnił do końca 1923 r. Na początku 1924 r. przyjął złożoną przez Władysława Grabskiego propozycję objęcia stanowiska wiceministra skarbu w rządzie. Współtworzył program naprawy sytuacji budżetowej kraju, reformy walutowej oraz obok premiera był jednym z głównych twórców Banku Gospodarstwa Krajowego, gdzie w latach 1924-1925 pełnił funkcję zastępcy prezesa rady tego banku. Klarner zaangażował się także wraz z Premierem Grabskim w negocjacje z Konsorcjum Francusko-Polskim Budowy Portu w Gdyni zakończone podpisaniem w lipcu 1924 r. niekorzystnej dla Polski umowy na budowę portu opartą na kredycie.
16 maja 1925 został mianowany ministrem przemysłu i handlu, po dymisji Józefa Kiedronia. Objęcie teki zbiegło się w czasie z wybuchem polsko-niemieckiej wojny celnej. W jej pierwszym okresie Klamer, jako minister odpowiedzialny za sprawy wymiany handlowej, odgrywał jedną z głównych ról, stanowczo sprzeciwiając się niemieckim dążeniom do wykorzystywania spraw gospodarczych do osiągania celów politycznych. Funkcję ministra pełnił do dymisji rządu Grabskiego 13 listopada 1925 r.; do czasu utworzenia gabinetu Aleksandra Skrzyńskiego kierował Ministerstwem Skarbu.
Po odejściu z rządu został prezesem związanego z kapitałem francuskim Towarzystwa Starachowickich Zakładów Górniczych SA. W krótkim czasie, w oparciu o współpracę z Ministerstwem Spraw Wojskowych, doprowadził do znaczącej rozbudowy przedsiębiorstwa. Równocześnie postarał się o przejęcie części udziałów w firmie przez państwowy Bank Gospodarstwa Krajowego, który z czasem uzyskał decydującą rolę w zarządzaniu zakładami. W tym samym czasie Klarner wszedł również do Rady Centralnego Związku Polskiego Przemysłu, Górnictwa, Handlu i Finansów, będąc przez pewien czas członkiem ścisłego prezydium tej najważniejszej w kraju organizacji gospodarczej.
Po przewrocie majowym (1926) został 8 czerwca 1926 r. mianowany ministrem skarbu w rządzie Kazimierza Bartla. Odrzucał możliwość pokrycia deficytu budżetowego za pomocą praktykowanego w pierwszych latach niepodległości druku pieniądza papierowego. Klarner zapowiadał likwidację deficytu drogą oszczędności w wydatkach i wzrostu wpływów budżetowych, równocześnie opowiadając się przeciw obciążaniu „obywatela podatkami ponad jego zdolność płatniczą”. Dlatego też wzrost wpływów widział przede wszystkim w poprawie dochodowości przedsiębiorstw państwowych oraz rozwijających się monopoli skarbowych, równocześnie jednak zaproponował wprowadzenie 10% dodatku do istniejących podatków. Ważną częścią programu nowego ministra miała być stabilizacja waluty, czyli utrzymanie kursu złotego przez dłuższy czas na stałym poziomie, bez ścisłego określania jeszcze w tym czasie tej wartości. 
Duże znaczenie przywiązywał Klamer do kwestii pozyskiwania kapitału zagranicznego, chociaż wyraźnie określał jego pożądane zadania. Był przeciwny kredytom konsumpcyjnym, popierał natomiast pożyczki inwestycyjne, nawet jeśli ich warunki okazywały się być trudne dla Polski. Wyrazem takiego podejścia było doprowadzenie do końca podjętych jeszcze przez rząd Skrzyńskiego negocjacji z amerykańskim koncernem Harrimana dotyczących pożyczki dla polskiego przemysłu cynkowego. Klarmer 3 lipca 1926 r. wspólnie z ministrem przemysłu i handlu Eugeniuszem Kwiatkowskim podpisał niezbyt korzystną umowę o pożyczce, by dowieść wciąż otwartego, mimo przewrotu majowego, stosunku państwa do zagranicznych inwestycji w Polsce. Równocześnie był niezmiennie świadomy konieczności oparcia ponownej stabilizacji waluty na zasobach własnych i traktowania jej jako warunku wstępnego do możliwości pozyskiwania znaczniejszych kredytów z zewnątrz. Mimo widocznej poprawy sytuacji budżetu i osiągnięcia stabilizacji waluty minister Klarner był bardzo ostrożny w formułowaniu sądów, rozumiejąc, iż poprawa mogła mieć charakter jedynie tymczasowy. Niezmiennie też poszukiwał możliwości zdobycia wsparcia finansowego z zagranicy, czego potwierdzeniem była ścisła współpraca z amerykańską misją doradców finansowych pod przewodnictwem Edwina Kemmerera. Był też świadomy faktu, że trwała stabilizacja złotego możliwa była na poziomie parytetu niższym od zaproponowanego przez Grabskiego w 1924 r., ale równocześnie bardziej uzasadnionym gospodarczo.
Okres pracy w rządzie Bartla przyniósł Klarnerowi problemy z respektowaniem przez piłsudczyków jego pozycji w ministerstwie. Przykładem stała się narzucona mu podwyżka wynagrodzeń dla oficerów wojska, z którą minister nie chciał się zgodzić, ale musiał na nią przystać. Nie przyniosły również skutku jego wysiłki na rzecz współpracy w sprawach skarbowych z sejmem, torpedowane przez dążącego do konfliktu z parlamentem Józefa Piłsudskiego. Rząd Bartla do dymisji podał się 30 września 1926. Klarner otrzymał propozycję od Marszałka, aby pozostać w rządzie, lecz premier nie chciał przystać na warunki wstępne, że prowadzenie gospodarki skarbowej będzie w zgodzie z przyjętym przez sejm budżetem.
Po odejściu z rządy powrócił do pracy w Towarzystwie Starachowickim, które pod jego kierunkiem, ale i z widocznym wsparciem państwa znakomicie się w kolejnych latach rozwijało. Ponadto został m.in. w 1927 r. prezesem zarządu borykającego się z trudnościami gospodarczymi jednego z największych przedsiębiorstw przemysłu metalowego w Polsce, Towarzystwa Zakładów Mechanicznych „Lilpop, Rau i Loewenstein”. W 1928 r. powołano go na wiceprezesa rady nadzorczej Polskich Kopalni Skarbowych na Górnym Śląsku („Skarbofermu”). W 1928 r. stanął również na czele warszawskiej Izby Przemysłowo-Handlowej, zaś rok później został szefem Związku Izb Przemysłowo-Handlowych Rzeczypospolitej Polskiej (oba stanowiska pełnił do 1939 r.). Od 1936 r. kierował Hutą Pokój SA, wszedł też do zarządu Związku Polskich Hut Żelaznych. Został także prezesem rady nadzorczej powstających w Stalowej Woli Zakładów Południowych, których udziałowcami były związane z Klarnerem Zakłady Starachowickie oraz Huta Pokój. Jako jedna z najbardziej wpływowych osób w polskim przemyśle metalurgicznym w 1937 r. wszedł w skład Komisji Hutniczej mającej przygotować program rozwoju polskiego hutnictwa na kolejne lata. Rok później stanął na czele Komisji do Zbadania Interwencjonizmu w zakresie przemysłowym. W okresie wielkiego kryzysu krytykował prowadzoną przez władze politykę deflacji, a w 1932 r. kierowana przez niego warszawska Izba Przemysłowo-Handlowa opracowała własny projekt walki z kryzysem. Był członkiem Rady Centralnego Związku Polskiego Przemysłu, Górnictwa, Handlu i Finansów „Lewiatan”. Równocześnie zaangażował się w działania na rzecz ofiar recesji. W latach 1931–1933 stał na czele Komitetu Pomocy Bezrobotnym, w 1933 r. został prezesem utworzonego wtedy Funduszu Pracy, zaś w latach 1935-1939 kierował sekcją zbiórki materiałowej w Ogólnopolskim Obywatelskim Komitecie Pomocy Bezrobotnym. W 1934 r. stanął również na czele Ogólnopolskiego Komitetu Pomocy Ofiarom Powodzi. W 1938 r. Klamer został mianowany przez prezydenta Ignacego Mościckiego senatorem Senatu V kadencji.

### II wojna światowa
Po agresji Niemiec i ZSRR na Polskę był członkiem Komitetu Obywatelskiego w czasie obrony Warszawy w 1939 roku. Był jednym z 12 zakładników wskazanych Niemcom zgodnie z aktem kapitulacji miasta z 28 września „celem zabezpieczenia przed aktami sabotażu”. Pozostał w kraju pod okupacją niemiecką. W czasie wojny kierował (do 1944) departamentem skarbu (budżetowym) Delegatury Rządu RP na Kraj.

### Dalsze lata
Po wojnie działał w Naczelnej Radzie Odbudowy Warszawy, od listopada 1946 r. do 1951 r. był prezesem Społecznego Komitetu Odbudowy Warszawy. W latach 1946–1950 pełnił funkcję wiceprezesa Izby Przemysłowo- -Handlowej w Warszawie.
Zmarł 23 czerwca 1957 i został pochowany na cmentarzu Powązkowskim w Warszawie (kwatera 74-5-15).
W 2022 roku Fundacja ,,Stare Powązki" z inicjatywy Premiera RP Mateusza Morawieckiego ze środków z KPRM odnowiła grób ministra Klarnera.

## Życie prywatne
Syn Emiliana i Konstancji z Osmólskich. Od 14 września 1907 był żonaty z Florentyną z Jaworowskich, z którą miał pięcioro dzieci. 

## Okresy sprawowania urzędu ministra

### Minister Przemysłu i Handlu[4]
- 16 V - 13 XI 1925
- p.o. 13-20 XI 1925

### Minister Skarbu

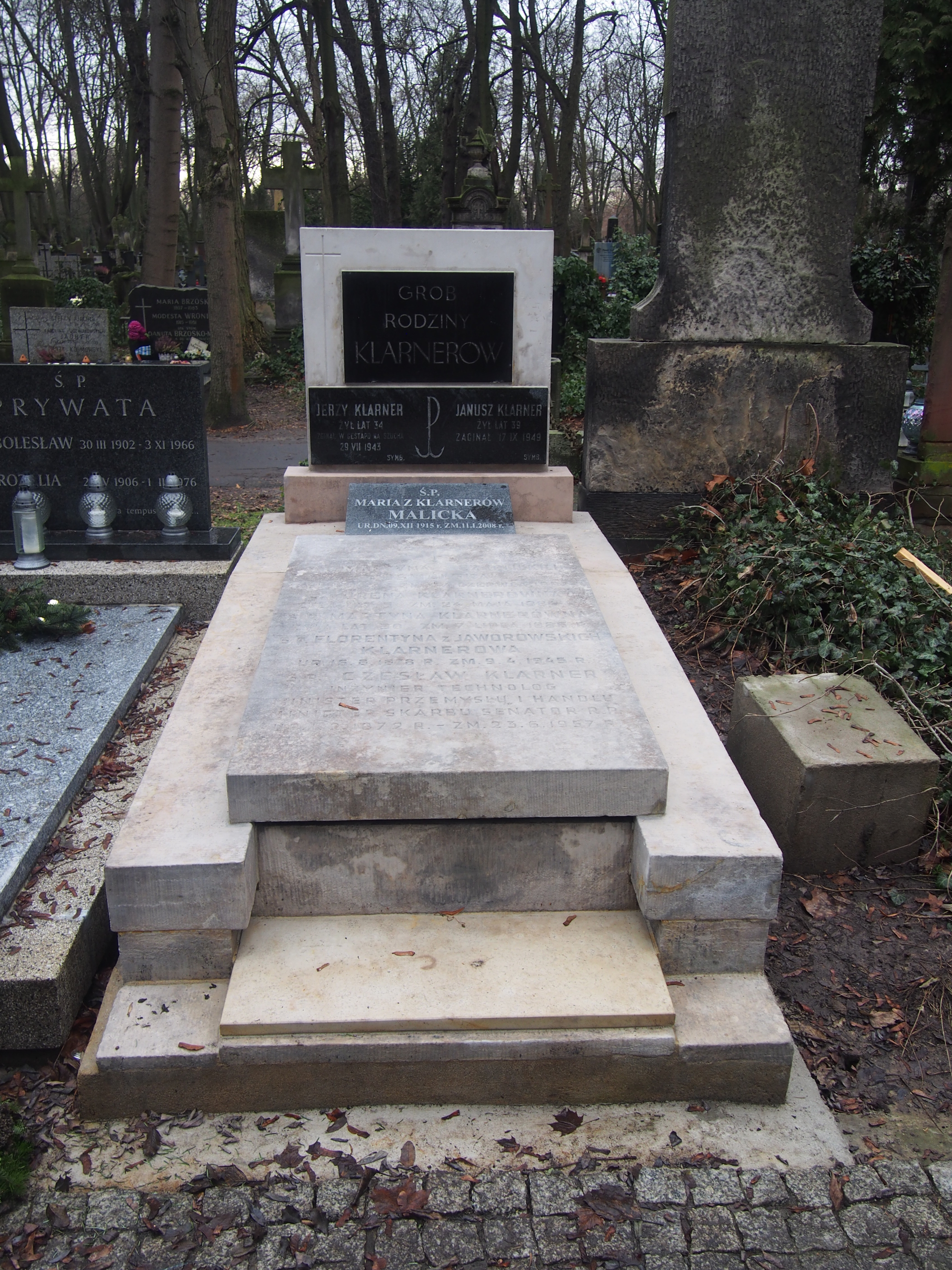
Grób Czesława Klarnera na cmentarzu Powązkowskim w Warszawie (2023)

- 8 VI - 24 IX 1926
- p.o. 24-27 IX 1926
- 27-30 IX 1926
- p.o. 30 IX - 2 X 1926

## Prace
- Czesław Klarner, Polityka mieszkaniowa w Polsce i za granicą (1930),
- Czesław Klarner, U podstaw bezrobocia (1935),
- Czesław Klarner, Dochód społeczny wsi i miast w Polsce w okresie przesilenia gospodarczego 1929–1936 (1937),
- Czesław Klarner, Zarys stosunków społeczno-gospodarczych w Polsce (1949).

## Ordery i odznaczenia
- Krzyż Komandorski z Gwiazdą Orderu Odrodzenia Polski (27 grudnia 1924)[10][11]
- Złoty Krzyż Zasługi (31 lipca 1946)[12]
- Order Lwa Białego (Czechosłowacja)